# Hugo Blanco
Hugo Blanco Galdós, född 15 november 1934 i Cuzco, Peru, död 25 juni 2023 i Uppsala, Sverige, var en peruansk agronom, bondeledare, politiker och medborgarrättsaktivist.

## Levnad och verksamhet
Hugo Blanco växte upp i Cuzco. Vid 20 års ålder reste han till Buenos Aires för att studera och kom där i kontakt med trotskistiska rörelser och engagerade sig i facklig kamp i Argentina. I början av 1960 ledde han ett Quechua-indianskt uppror i Cuzco-regionen mot regeringen under presidenten Fernando Belaúnde Terry och greps 1963. Han fängslades för mordet på en polis. Han räddades från en dödsdom av en internationell solidaritetsaktion och fick i stället straffet 25 års fängelse för uppvigling. I fängelset på fängelseön El Frontón skrev han boken Tierra o muerte om de peruanska böndernas kamp. 1968 utsågs han av den svenska sektionen för Amnesty International till Årets fånge.
Efter åtta år fick Hugo Blanco amnesti och fortsatte i det fria sin kamp för böndernas rättigheter tills han utvisades till Chile 1971. Vid Augusto Pinochets statskupp den 11 september 1973 tog han sin tillflykt till den svenska ambassaden, varifrån han smugglades ut ur landet under dramatiska former under ledning av ambassadören Harald Edelstam. 1973 kom han som politisk flykting till Sverige, där han försörjde sig bland annat som språklärare på Sandöskolan 1973/1974,  och som lagerarbetare på Pressbyrån. Efter några år i exil återvände han till Peru 1978 och grundade ett vänsterparti och blev parlamentsledamot.
Han har fortsättningsvis varit aktiv i peruansk politik och i bonde- och indianfrågor och i miljövårdspolitik, bland annat som ordförande Confederación Campesina del Perú. Han är far till flera barn bl.a. Carmen Blanco Valer, (född 1959) och Oscar Blanco Berglund som bor i Storbritannien.
| ”                  | Vi försvarar vår kultur i alla dess olika aspekter: vår världsbild, sociala struktur, våra sedvänjor och vår kunskap om jordbruksteknik, medicin, musik, språk och mycket annat. Vi hävdar inte att vår kultur är överlägsen andras kultur. Vi kämpar för att hindra att den behandlas som underlägsen. Vi vill bli behandlade som jämlikar. ....Vi eftersträvar inte en återgång till det förflutna. Vi vet att vi är tvungna att på bästa sätt utnyttja de tekniska framsteg som den mänskliga kultur frambringat. I detta ligger ingen motsägelse när vi säger att vi är beslutna att återvända till våra rötter. Vårt förflutna ska vara närvarande på ett levande sätt i vår framtid | „ |
| – Hugo Blanco 2007 | |   |